# ワドシ・グループ
ワドシグループ、別名ベルングループは、第二次世界大戦中、ヨーロッパに住むユダヤ人をホロコーストから救うために、中南米パスポートを違法に作るための組織をスイスに作ったポーランド人外交官とユダヤ人活動家らによるグループである。

## グループの構成
- アレクサンデル・ワドシ(Aleksander Ładoś, 1891–1963)、1940-1945年、ベルンにて臨時大公使を務める。
- アブラハム・シルバスタイン(Abraham Silberschein, 1881–1951)、弁護士、シオニスト、ポーランド国会議員（戦前まで）、RELICO支援委員会（ユダヤ人戦争犠牲者支援委員会）創始者。
- コンスタンティ・ロキツキ(Konstanty Rokicki, 1899–1958)、1939-1945年、ベルンにてポーランド領事を務める。
- ハイム・エイス(Chaim Eiss, 1876–1943)、ポーランドのウストシキ・ドルニ生まれの商人であり、チューリッヒのアグダット・イスラエルの活動家でもあった。
- ステファン・リニエヴィッチ(Stefan Ryniewicz, 1903–1987)、1938-1945年、ポーランド公使館参事官、ワドシ臨時大公使の代理人。
- ユリウシュ・クール(Juliusz Kühl, 1913–1985)、ポーランド公使館のアタッシェ、ユダヤ人組織との連絡役を務めた。

パスポート作成にあたり、主に連絡を取り合っていたのは、大半のパスポートを作成し、闇市場でそれらを買い取っていたコンスタンティ・ロキツキ領事と、ベルンと占領された欧州間でパスポート、写真、個人情報の密輸し、活動資金の多くを確保していたアブラハム・シルバスタインとハイム・エイスである。アレクサンデル・ワドシとステファン・リニエヴィッチュの役割はベルン外交団を後援し、スイス警察による活動の解体圧力を防ぐことであった。
ユリウシュ・クールは、戦争開始時はベルン大学を卒業しており、博士課程の26歳の経済学生であった。彼はユダヤ人組織と公使館との連絡が安全に行われるための役割を果たし、後に領事部で副長として活躍した。

## 歴史的背景
1939年9月、ナチス・ドイツとソ連がポーランドに侵攻し、ポーランドは2つに分断され占領されることとなった。両国の占領下で総人口は3600万人ほどであり、その中でユダヤ人は300万人ほどであった。
ポーランド政府は停戦協定には署名せず、1939年9月17日、ルーマニアとの国境を越え、そこで抑留されることとなった。1935年憲法規定に従い、イグナツィ・モシチツキ大統領はヴワディスワフ・ラチュキェヴィチを戦時下での自らの後任に指名し辞任した。
パリでポーランド亡命政府が誕生し、フランス域内のポーランドの武装勢力の再建に取り掛かった。政府は、国外にあるポーランド国家の財産を管理したが、在外公館ネットワークもそこに含まれた。ドイツによるフランス侵攻の後、ポーランド政府はヴワディスワフ・シコルスキ首相と共にロンドンに移り、そこからドイツとの戦いを続けた。
西ヨーロッパの大陸部分においてポーランド亡命政府を代表していたのは、スイス、ポルトガル、スペイン、スウェーデンにあるポーランド公使館であった。ほかの国ではドイツに占領されているか、ドイツの圧力により在外公館を閉鎖してしまっていた。
ベルンでは大使館は外交地区のエルフェンシュトラーセ通りにあった。1940年からは、サンストラーシェ通りに新しく建物を借り、そこに公使館の領事部門を置いた。

## パラグアイパスポート
最初のうち、パスポート取引の中心となったのは、RELICO委員会と公使館であった。シルバスタインはロキツキ領事に対し、パスポート発行の対象となる人のリストを作成して送り、パラグアイパスポートの作成へとつなげた。
ロキツキはシルバスタインに対し入手したパスポートあるいは公証人により証明済のパスポートのコピーを送り、ルドルフ・フーグリ（パラグアイ名誉領事、ベルンの公証人）の手紙をそれぞれの受領者に送り、パスポートが入手できたことを伝えた。
これまでに見つかったパスポートの中で最も古いのは、クラクフの医師夫妻、マリアとヘンリック・ゴルドベルガーのもので、日付は1940年5月27日と書かれていた。
パスポートは、ポーランド、オランダ、スロバキア、ハンガリーに国籍をもつユダヤ人市民と、ドイツに住む国籍を剥奪されたユダヤ人らに作られた。

## ワドシグループの活動による影響
アブラハム・シルバスタインの1944年1月の報告によると、グループの活動によりドイツの強制収容所に送られるのを免れた人数は、およそ10,000人に上る。2019年10月24日の研究によると、ワドシパスポート入手者の苗字のうちおよそ5～7,000がまだわからないままである。
2019年4月、イスラエルのヤド・ヴァシェム記念館は、コンスタンティ・ロキツキ領事に対し、「諸国民の中の正義の人」の称号を授与すると発表した。
2019年6月、ワドシグループのメンバーは死後、「美徳と友愛のメダル」(Virtus et Fraternitas)を授与され、2021年は、ワドシグループの年としてポーランド国会で定められた。